# جوي تشان
جوي تشان (بالصينية: 陳浩鈴) هي لاعبة الاسكواش صينية، ولدت في 20 مايو 1988 في هونغ كونغ في الصين.

## وصلات خارجية
- جوي تشان على موقع الاتحاد الدولي لمحترفي الاسكواش (مؤرشف) (الإنجليزية)
- جوي تشان على موقع SquashInfo.com (الإنجليزية)
- جوي تشان على موقع الجمعية الدولية للألعاب العالمية (الإنجليزية)